# Han Yaqin
Han Yaqin (xinès: 韓亞琴)  (valor desconegut, 18 d'agost de 1963) és una ex-remadora xinesa que va competir sota bandera durant la dècada de 1980.
El 1988 va prendre part en els Jocs Olímpics de Seül, on guanyà la medalla de bronze en la prova del vuit amb timoner del programa de rem.